# The Dutchess
The Dutchess é o álbum de estreia da cantora norte-americana Fergie, membro do grupo The Black Eyed Peas. Foi lançado em 13 de setembro de 2006 pela A&M Records e pelo Will.i.am Music Group como seu primeiro álbum solo. O álbum foi gravado entre a turnê The Black Eyed Peas em 2005, e as canções foram escritas ao longo dos últimos oito anos que antecederam seu lançamento. Enquanto desenvolvia o álbum, Fergie queria criar um álbum autobiográfico que fosse mais íntimo entre ela e o ouvinte. Ao fazer isso, o álbum experimenta diferentes gêneros musicais, incluindo pop, hip hop, R&B, reggae, punk rock e soul. Liricamente, The Dutchess tem temas sobre amor e críticas, ao mesmo tempo que lida com seu abuso e dependência de drogas.
Após seu lançamento, The Dutchess recebeu críticas mistas dos críticos musicais, com muitos elogiando sua produção, chamando-o de um dos álbuns mais ecléticos e aventureiros de 2006, mas alguns criticaram o conteúdo lírico do álbum e acreditaram que o material não era forte o suficiente para sua voz. Tornou-se um sucesso comercial, alcançando o número dois na Billboard 200 dos Estados Unidos e passando 94 semanas dentro das paradas, ao mesmo tempo em que liderava a parada de álbuns australiana e se tornava um sucesso mundial, alcançando o status de platina em mais de oito países. Já vendeu quase 4 milhões de cópias nos Estados Unidos e mais de 6 milhões de cópias em todo o mundo.
O álbum produziu cinco primeiros singles nos Estados Unidos, incluindo três sucessos número um na Billboard Hot 100 dos Estados Unidos, "London Bridge", "Big Girls Don't Cry" e "Glamorous", bem como o single número dois "Fergalicious" e o single número cinco "Clumsy". Todos os cinco singles mencionados acima venderam mais de dois milhões de downloads digitais cada nos Estados Unidos, estabelecendo assim um novo recorde na era digital para o maior número de singles multi-platina de um álbum. Fergie manteve esse recorde até 2012, quando Katy Perry alcançou seis singles multi-platina com seu álbum Teenage Dream (2010).

## Fundo
Após dez anos com a banda Wild Orchid, Fergie se juntou ao grupo de hip-hop The Black Eyed Peas em 2002, substituindo Kim Hill e recebendo um papel de destaque no grupo. O álbum de estreia de Fergie com a banda Elephunk foi a descoberta do grupo, gerando os singles de sucesso mundial "Where Is the Love?" e "Shut Up (canção de The Black Eyed Peas)|Shut Up]]", vendendo mais de 8 milhões de cópias em todo o mundo e recebendo quatro indicações ao Grammy (e ganhando uma pela música "Let's Get It Started"). Mais tarde, ao lançar seu segundo trabalho com o grupo, o ainda mais bem-sucedido Monkey Business (2005), que apresenta os singles de sucesso "Don't Phunk with My Heart" e "My Humps" (ambos recebendo um prêmio Grammy) e vendeu 10 milhões de cópias em todo o mundo, a cantora anunciou que ela e os outros membros do grupo estavam trabalhando em projetos solo, com seu álbum de estreia sendo anunciado para lançamento em 2006. Em entrevista ao Jam! Canoe, Fergie afirmou, "Estamos trabalhando nisso, Will e eu", diz ela. "E estou muito feliz com o resultado, mas sentimos depois de 'Elephunk' que precisávamos fazer outro álbum do Black Eyed Peas." Sobre a direção musical do álbum, ela disse: "Será um olhar mais profundo sobre quem eu sou. Em termos de som, será eclético como os Peas, mas vou poder experimentar mais os diferentes sons da minha voz. Gosto de usar minha voz como instrumento às vezes e poderei mostrar isso nesse álbum."

## Gravação e produção

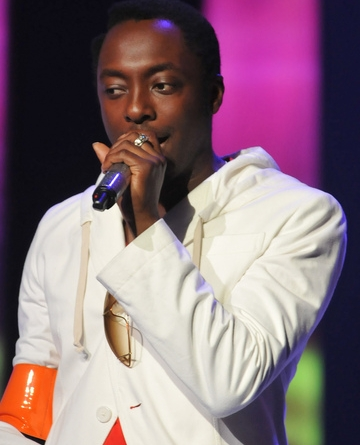
will.i.am, também membro do The Black Eyed Peas, é o produtor executivo do álbum e produziu oito canções.

The Dutchess foi inicialmente gravado em 2005, como promoção do álbum Monkey Business do The Black Eyed Peas. Grande parte do álbum foi gravada no ônibus de estúdio John Lennon durante a turnê com a banda. Conforme afirmado por Fergie, "Nós íamos algumas horas antes de subir no palco e foi assim que foi feito. As músicas abrangem um período de sete anos. Algumas foram feitas antes de eu entrar no Black Eyed Peas – acabamos de atualizá-los, e algumas foram feitas neste período de um mês que saímos da turnê, o que é muito raro para nós. Will e eu nos mudamos para um estúdio em Malibu chamado Morningview. É como um rancho. Foi muito sereno – oposto ao caos das turnês. Eu ficava muito sozinha, o que é algo que não acontece comigo em turnê, então eu consegui encontrar essas emoções que são um pouco mais profundas do que a superfície. [Por exemplo], 'The Makeup Song (All That I Got)' e 'Velvet' são muito íntimas em termos de letras e sentimento. Eu queria que [a último] soasse como veludo - muito suave - e queria que fosse sensual."
De acordo com Fergie, as músicas do álbum são "de um período de sete anos, mas [o CEO da Interscope] Jimmy Iovine ouviu algumas [faixas] e disse, 'Isso é ótimo, vamos lançar'. Um dos produtores executivos do álbum e também membro do Black Eyed Peas will.i.am afirmou que ela estava "escrevendo sobre suas lutas pessoais e expulsando seus demônios e poder feminino. [É] ela cantando para que as garotas sejam fortes, e o que elas estão passando na vida, apenas crescendo neste mundo de incertezas." Ludacris, John Legend, B-Real do Cypress Hill e Rita Marley, a viúva de Bob Marley, também foram confirmados no álbum. B Real foi definido para aparecer em uma faixa chamada "Thriller Man", uma homenagem a "How I Could Just Kill a Man" do Cypress Hill, com B Real declarando: "É muito quente. Basicamente, ela pegou a música e mudou a história para se adequar a ela e colocou um toque feminino nela. Ela fez o mesmo refrão, ela até fez meu mesmo estilo de rima, mas ela cantou. É difícil descrever, você só precisa ouvir – ela fez justiça." NNo entanto, "Thriller Man" não foi incluída no álbum. Ron Fair e DJ Mormile também foram os produtores executivos do álbum, com Fair, presidente da Geffen Records, expressando: "Depois que as pessoas pegam este álbum e ouvem do que ela é capaz como cantora e escritora, acho que é quando o telhado explode. É quando ela não é apenas uma garotinha pop insignificante fazendo sucessos descartáveis." Também foi anunciado que o álbum contaria com samples de Little Richard, The Commodores e The Temptations.

## Título e arte

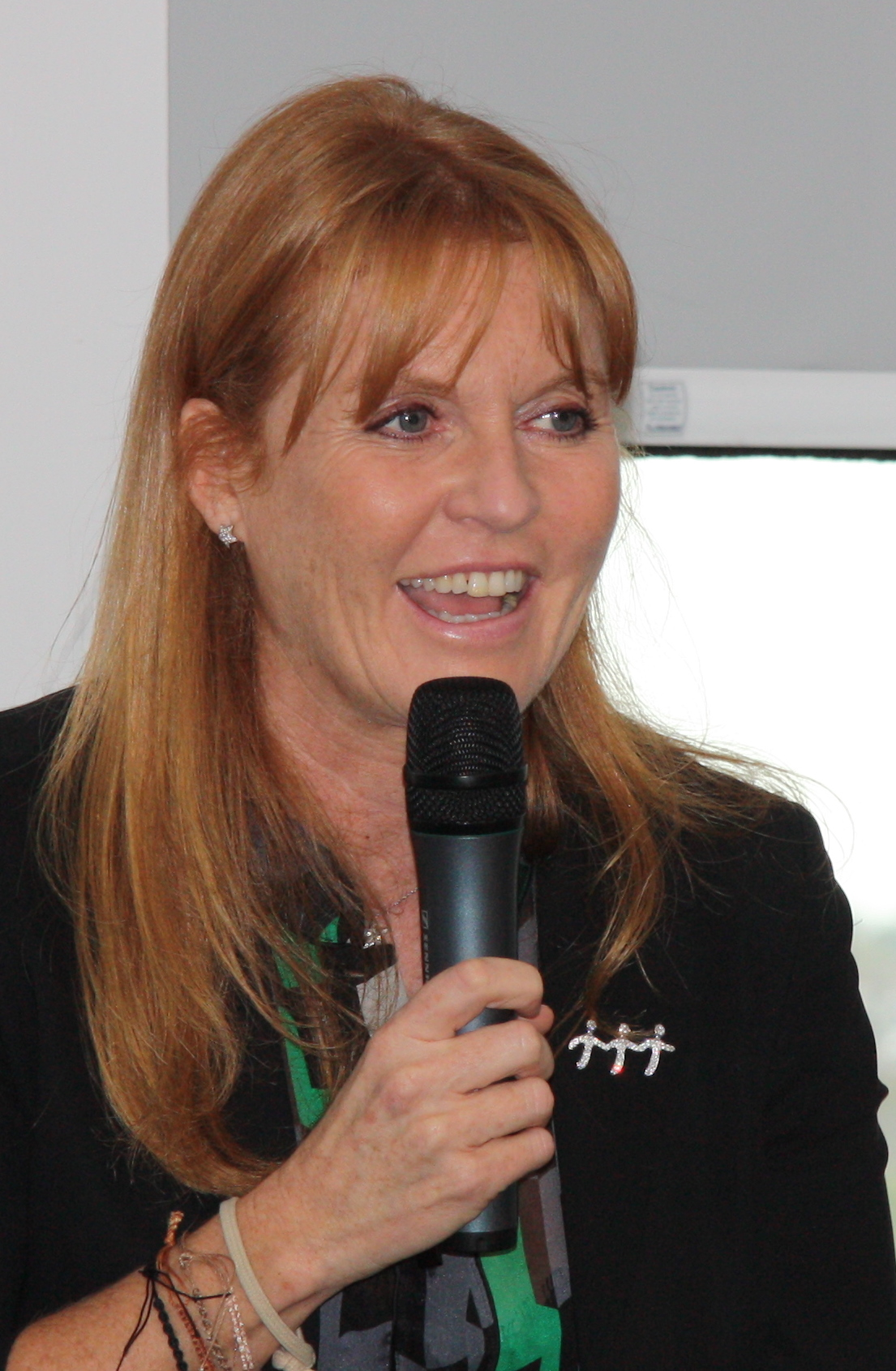
O título do álbum, The Dutchess, é um jogo de palavras da Duquesa de Iorque. (foto)

O título do álbum, The Dutchess, é uma derivação do título nobre "The Duchess of York", já que Fergie (um derivado de seu sobrenome "Ferguson") e Sarah Ferguson, a verdadeira Duquesa de York, compartilham o mesmo sobrenome e apelido. O título do álbum atraiu a atenção da mídia, com Sarah Ferguson comentando: "Automaticamente, todo mundo na América pensa que sou Fergie, a mulher mais bonita do mundo, do Black Eyed Peas. [...] sabe, eu liguei para ela sobre isso. Eu disse, 'Fergie, é a Fergie... Agora que você fez isso, você tem que cantar em um show para a minha fundação Children in Crisis'." Fergie então comentou sobre o título: "Se você notar, na capa do álbum está escrito 'Fergie as the Dutchess' porque eu queria que cada música fosse um pôster de filme. Mas como 'London Bridge' foi tão bem tão rápido, tivemos que fazer tudo para que apenas metade das canções do álbum tivessem temas de pôsteres de filmes. Por exemplo, para 'Fergalicious' estou segurando um pirulito; é muito exagerado e fofo. As fotos foram todas tiradas por Ellen von Unwerth em Paris, então muitas delas são bem ao estilo Brigitte Bardot."

## Faixas
| Edição padrão  |                                                     | |                               |         |  |
| N.º            | Título                                              | Compositor(es) | Produtor(es)                  | Duração |  |
| 1.             | "Fergalicious" (com will.i.am)                      | Stacy Ferguson William Adams Dania Maria Birks Juana Michelle Burns Juanita A. Lee Kim Nazel Fatima Shaheed Derrick Rahming | will.i.am                     | 4:52    |  |
| 2.             | "Clumsy"                                            | Ferguson Adams Bobby Troup                                                                                                  | will.i.am                     | 4:01    |  |
| 3.             | "All That I Got (The Make Up Song)" (com will.i.am) | Adams Ferguson Keith Harris Lionel Richie Ronald LaPread Sr.                                                                | Harris will.i.am Ron Fair [a] | 4:05    |  |
| 4.             | "London Bridge"                                     | Ferguson Jamal Jones Sean Garrett Mike Hartnett                                                                             | Polow da Don                  | 4:01    |  |
| 5.             | "Pedestal"                                          | Ferguson Printz Board | Board                         | 3:22    |  |
| 6.             | "Voodoo Doll"                                       | Ferguson Adams | will.i.am                     | 4:23    |  |
| 7.             | "Glamorous" (com Ludacris)                          | Ferguson Jones Adams Elvis Williams Christopher Bridges                                                                     | Polow da Don                  | 4:06    |  |
| 8.             | "Here I Come" (com will.i.am)                       | Ferguson Adams William Robinson Jr.                                                                                         | will.i.am                     | 3:21    |  |
| 9.             | "Velvet"                                            | Ferguson George Pajon Jr. Michael Fratantuno                                                                                | will.i.am Pajon Jr.           | 4:53    |  |
| 10.            | "Big Girls Don't Cry"                               | Ferguson Toby Gad | will.i.am Fair [a]            | 4:28    |  |
| 11.            | "Mary Jane Shoes" (com Rita Marley e The I-Threes)  | Ferguson Vincent Ford Adams                                                                                                 | will.i.am                     | 3:55    |  |
| 12.            | "Losing My Ground"                                  | Ferguson Stefanie Ridel Renee Sands Rob Boldt                                                                               | Boldt Fair                    | 4:08    |  |
| 13.            | "Finally" (com John Legend)                         | John Stephens Ferguson Ridel                                                                                                | Legend Fair Ridel [a]         | 8:26[b] |  |
| Duração total: | Duração total:                                      | Duração total: | Duração total:                | 58:00   |  |

| Faixas bônus da edição do iTunes Store da América do Norte |                |                                |                |         |  |
| N.º                                                        | Título         | Compositor(es)                 | Produtor(es)   | Duração |  |
| 14.                                                        | "Close to You" |                                |                | 4:26    |  |
| 15.                                                        | "Paradise"     | Ferguson Adams Jay Beckenstein | will.i.am      | 4:08    |  |
| Duração total:                                             | Duração total: | Duração total:                 | Duração total: | 66:34   |  |

| Faixas bônus da edição do iTunes Store da América do Norte em pré-encomenda |                |                    |                    |         |  |
| N.º                                                                         | Título         | Compositor(es)     | Produtor(es)       | Duração |  |
| 16.                                                                         | "Wake Up"      | Ferguson Ray Brady | will.i.am Fair [a] | 3:03    |  |
| Duração total:                                                              | Duração total: | Duração total:     | Duração total:     | 69:37   |  |

| Faixas bônus da edição padrão internacional |                                               | |                       |         |  |
| N.º                                         | Título                                        | Compositor(es)                                                                                                | Produtor(es)          | Duração |  |
| 13.                                         | "Finally" (com John Legend)                   | Stephens Ferguson Ridel                                                                                       | Legend Fair Ridel [a] | 4:52    |  |
| 14.                                         | "Get Your Hands Up" (com The Black Eyed Peas) | Ferguson Adams Allan Pineda Jaime Gomez Melvin Lewis Michael Matthews Jean-Baptiste Anthony Tidd Jaime Munson | Noizetrip             | 7:08[b] |  |

| Faixas bônus da edição padrão australiana e britânica e edição deluxe internacional |                                               |                                                                 |                       |         |  |
| N.º                                                                                 | Título                                        | Compositor(es)                                                  | Produtor(es)          | Duração |  |
| 13.                                                                                 | "Finally" (com John Legend)                   | Stephens Ferguson Ridel                                         | Legend Fair Ridel [a] | 4:52    |  |
| 14.                                                                                 | "Get Your Hands Up" (com The Black Eyed Peas) | Ferguson Adams Pineda Gomez Lewis Matthews Baptiste Tidd Munson | Noizetrip             | 3:33    |  |
| 15.                                                                                 | "Wake Up"                                     | Ferguson Ray Brady                                              | will.i.am Fair [a]    | 6:36    |  |

| Faixas bônus da edição padrão japonesa |                                               |                                                                 |                       |         |  |
| N.º                                    | Título                                        | Compositor(es)                                                  | Produtor(es)          | Duração |  |
| 13.                                    | "Finally" (com John Legend)                   | Stephens Ferguson Ridel                                         | Legend Fair Ridel [a] | 4:52    |  |
| 14.                                    | "Get Your Hands Up" (com The Black Eyed Peas) | Ferguson Adams Pineda Gomez Lewis Matthews Baptiste Tidd Munson | Noizetrip             | 3:33    |  |
| 15.                                    | "Wake Up"                                     | Ferguson Ray Brady                                              | will.i.am Fair [a]    | 3:03    |  |
| 16.                                    | "Paradise"                                    | Ferguson Adams Beckenstein                                      |                       | 7:41[b] |  |

| Faixas bônus da edição deluxe japonesa limitada |        |                |              |         |  |
| N.º                                             | Título | Compositor(es) | Produtor(es) | Duração |  |
| 17.                                             | "True" | Gary Kemp      | will.i.am    | 3:45    |  |

| DVD da edição deluxe limitada japonesa |                                                  |         |  |
| N.º                                    | Título                                           | Duração |  |
| 1.                                     | "London Bridge" (vídeo de música)                |         |  |
| 2.                                     | "Fergalicious" (com will.i.am) (vídeo de música) |         |  |
| 3.                                     | "Glamorous" (com Ludacris) (vídeo de música)     |         |  |

| Faixas bônus da edição +3 japonesa |                                                  |                       |                                |         |  |
| N.º                                | Título                                           | Compositor(es)        | Produtor(es)                   | Duração |  |
| 17.                                | "Pick It Up" (com will.i.am)                     | Ferguson Adams Harris | Harris will.i.am Fair [a]      | 4:34    |  |
| 18.                                | "Personal" (Big Girls Remix) (com Sean Kingston) | Ferguson Gad          | will.i.am Fair J. R. Rotem [c] | 3:53    |  |
| 19.                                | "Clumsy" (Remix)                                 | Ferguson Adams Troup  | will.i.am Pajon Jr [c]         | 3:31    |  |

| Faixas bônus da edição da turnê australiana |                                                      |                                                                 |                                 |         |  |
| N.º                                         | Título                                               | Compositor(es)                                                  | Produtor(es)                    | Duração |  |
| 13.                                         | "Finally" (com John Legend)                          | Stephens Ferguson Ridel                                         | Legend Fair Ridel [a]           | 4:52    |  |
| 14.                                         | "Get Your Hands Up" (com The Black Eyed Peas)        | Ferguson Adams Pineda Gomez Lewis Matthews Baptiste Tidd Munson | Noizetrip                       | 3:33    |  |
| 15.                                         | "Wake Up"                                            | Ferguson Ray Brady                                              | will.i.am Fair [a]              | 3:03    |  |
| 16.                                         | "Paradise"                                           | Ferguson Adams Beckenstein                                      | will.i.am                       | 7:41[b] |  |
| 17.                                         | "Personal" (Big Girls Remix) (com Sean Kingston)     | Ferguson Gad                                                    | will.i.am Fair Rotem [c]        | 3:53    |  |
| 18.                                         | "Clumsy" (Pajon Rock Mix)                            | Ferguson Adams Troup                                            | will.i.am Pajon Jr [c]          | 3:29    |  |
| 19.                                         | "Clumsy" (Collipark Remix) (com Soulja Boy Tell 'Em) | Ferguson Adams Troup                                            | Mr. Collipark The Package Store | 3:52    |  |
| Duração total:                              | Duração total:                                       | Duração total:                                                  | Duração total:                  | 79:55   |  |

| Faixas bônus das edições deluxe internacional / E.P. (UK & US) |                                                      |                                                       |                                 |         |  |
| N.º                                                            | Título                                               | Compositor(es)                                        | Produtor(es)                    | Duração |  |
| 13.                                                            | "Finally" (com John Legend)                          | Stephens Ferguson Ridel                               | Legend Fair Ridel [a]           | 4:52    |  |
| 14.                                                            | "Barracuda"                                          | Ann Wilson Nancy Wilson Michael DeRosier Roger Fisher | will.i.am                       | 4:39    |  |
| 15.                                                            | "Party People" (Nelly e Fergie)                      | Cornell Haynes Ferguson Jones Garrett                 | Polow da Don                    | 4:02    |  |
| 16.                                                            | "Clumsy" (Collipark Remix) (com Soulja Boy Tell 'Em) | Ferguson Adams Troup                                  | Mr. Collipark The Package Store | 3:52    |  |
| 17.                                                            | "Labels or Love"                                     | Salaam Remi Rico Love Douglas Cuomo                   | Salaamremi.com                  | 3:53    |  |

| DVD bônus da edição deluxe japonesa |                                                            |         |  |
| N.º                                 | Título                                                     | Duração |  |
| 1.                                  | "Fergalicious" (com will.i.am) (vídeo de música)           |         |  |
| 2.                                  | "Glamorous" (com Ludacris) (vídeo de música)               |         |  |
| 3.                                  | "Big Girls Don't Cry" (vídeo de música)                    |         |  |
| 4.                                  | "Big Girls Don't Cry" (versão extendida) (vídeo de música) |         |  |
| 5.                                  | "London Bridge" (vídeo de música)                          |         |  |
| 6.                                  | "Making of Clumsy" (vídeo)                                 |         |  |
| 7.                                  | "Clumsy" (vídeo de música)                                 |         |  |

Notas
- ↑a  - denota um produtor adicional.
- ↑b  - inclui a faixa escondida "Israel Nights". Conhecida como "Maybe We Can Take a Ride".
- ↑c  - significa um remixer.

Créditos de amostra
- "Fergalicious" contém:
  - uma interpolação de "Supersonic", escrita por Dania Maria Birks, Juana Michelle Burns, Juanita A. Lee, Kim Nazel e Fatima Shaheed.
  - uma amostra de "Give It All You Got", escrita por Derrick Rahming, gravada por Afro Rican.
- "London Bridge" contém uma amostra da composição de "Down to the Nightclub" do Tower of Power.
- "Clumsy" contém uma amostra de "The Girl Can't Help It", escrita por Bobby Troup, gravada por Little Richard. "Clumsy" também contém uma amostra de "Poor Georgie" de MC Lyte.
- "All That I Got (The Make-Up Song)" contém uma amostra de "Zoom", escrita por Lionel Richie e Ronald LaPread Sr., gravada por The Commodores.
- "Here I Come" contém uma amostra de "Get Ready", escrita por William Robinson Jr., gravada por The Temptations.
- "Mary Jane Shoes" contém uma interpolação de "No Woman, No Cry", escrita por Vincent Ford.
- "Paradise" contém uma amostra de "Morning Dance", escrita por Jay Beckenstein, gravada por Spyro Gyra.

## Desempenho
O álbum alcançou a posição #3 na parada Billboard 200, com vendas acima de 150,000 cópias, e um ano depois conseguiu um novo pico, com a posição #2. No Reino Unido estreou na posição #27 e caiu para #67 na semana seguinte, com 9,110 cópias vendidas. Foi lançado em 13 de Setembro de 2006, o álbum já vendeu mais de 8,000,000 de cópias pelo mundo sendo mais de 3 milhões nos EUA e mais de 50 mil no Brasil.
O primeiro single foi o hit "London Bridge", lançado em 18 de Julho de 2006, chegou ao topo do Billboard Hot 100. O segundo, "Fergalicious", que conta com participação de will.i.am, estreou em 23 de Outubro de mesmo ano e chegou à posição #2 no Hot 100 da Billboard. Já o terceiro, "Glamorous", que conta com participação de Ludacris, foi lançado em 28 de Janeiro de 2007 e conseguiu chegar à posição #1 da parada da Billboard, se tornando o terceiro single top 2 e o segundo single a ocupar o topo da parada norte-americana. Fez sucesso no Brasil devido ao single seguinte, que foi lançado oficialmente em 29 de Abril de 2007, "Big Girls Don't Cry", que ficou muito famosa no país devido ao uso da canção como tema de um casal no programa Big Brother Brasil 7. "Big Girls Don't Cry" estreou direto na posição #41 e logo chegou à posição #1. O quinto single escolhido foi "Clumsy", que foi lançado no dia 25 de Setembro de 2007, e chegou à posição #5.

### Posições
| Top (2006/2007)                        | Melhor posição |
| -------------------------------------- | -------------- |
| Austrália - Parada de Álbuns ARIA      | 1              |
| Áustria                                | 17             |
| Bélgica                                | 45             |
| França                                 | 44             |
| Alemanha                               | 11             |
| Irlanda                                | 9              |
| Japão - Parada de Álbuns Oricon        | 3              |
| Nova Zelândia - Parada de Álbuns RIANZ | 2              |
| Polônia                                | 14             |
| Suécia                                 | 35             |
| Suíça                                  | 11             |
| Reino Unido                            | 18             |
| EUA - Billboard 200                    | 2              |
| United World Chart                     | 3              |

| País          | Responsável   | Certificação | Vendas     |
| ------------- | ------------- | ------------ | ---------- |
| Japão         | Oricon        | Platina      | 560,000    |
| Austrália     | ARIA          | 2× Platina   | 300,000    |
| Brasil        | ABPD          | Platina      | 60,000+    |
| Canadá        | Music Canada  | Platina      | 310,000    |
| França        | SNEP          | –            | 45,000     |
| México        | AMPROFON      | Ouro         | 72,000     |
| Nova Zelândia | RIANZ         | Platina      | 53,000     |
| Polônia       | OLIS          | Ouro         | 70,000     |
| EUA           | RIAA          | 3× Platina   | 3,000,000+ |
| Reino Unido   | BPI           | 2× Ouro      | 220,000+   |
| Mundo         | Media Traffic | 4× Platina   | 8,000,000+ |

## Informações de lançamento
| País           | Data                   | Selo              | Formato | Catálogo  |
| -------------- | ---------------------- | ----------------- | ------- | --------- |
| Japão          | 13 de Setembro de 2006 | Universal Records | CD      | UICA-1028 |
| Irlanda        | 15 de Setembro de 2006 |                   | CD      |           |
| Austrália      | 16 de Setembro de 2006 | Universal Records | CD      | 1707562   |
| Reino Unido    | 18 de Setembro de 2006 | Polydor Records   | CD      | 1707562   |
| Estados Unidos | 19 de Setembro de 2006 | A&M Records       | CD      | 00083122  |